# Beech Island
Beech Island est une census-designated place située dans le comté d'Aiken, dans l’État de Caroline du Sud, aux États-Unis. Lors du recensement de 2020, elle comptait 1 421 habitants.